# Одного разу в грудні
«Одного разу в грудні» — радянський художній телефільм 1988 року.

## Сюжет
Сюжет кінострічки починається в київській філармонії, де персонажі зустрічаються холодним грудневим вечіром. Головний герой зі своєю дружиною і колегою приходять на концерт, присвячений музиці Вівальді. Чоловікові доводиться сидіти окремо, через те, що за дивною помилкою квитки переплутали в касі. Починається концерт, і люди, що сидять попереду, уважно слухають і куштують звуки музики. А головному герою стає соромно — він не розуміє, що вони знайшли в цій музиці.
Соромлячись своїх думок, чоловік помічає неподалік від себе свою першу любов. Він занурюється в свої спогади юності. Згадує як будучи десятикласником, був закоханий в прекрасну Катю. Згадує і те, як вони разом рили окопи, і як Катя загинула під час бомбардування. Його дитячі враження назавжди залишили слід і рани на серці. Її матері він так і не зміг зізнатися в тому, що, Катя мертва.
Далі сюжет оповідає про ще три історії головних героїв. Всі вони жалісливі і зворушливі. У драмі персонажі відкривають свої почуття завдяки спогадам, які зберігають моменти щастя. Вечори музики дозволяють зануритися в світ таємниць і минулого. 

## У ролях
- Володимир Сєдов — Андрій Платонович
- Клара Лучко — Оксана Григорівна
- Марина Дюжева — Наташа, Катька, Майка
- Сергій Гармаш — Ігор, Віктор
- Людмила Свєтлова — Ліда, наречена Ігоря

## Знімальна група
- Сценарист і режисер-постановник — Марк Орлов
- Оператор-постановник — Володимир Шевальов
- Художник — Тетяна Морковкіна